# Abatus
Genre
Abatus est un genre d'oursins dits « irréguliers », appartenant à la famille des Schizasteridae. Ce genre se trouve exclusivement dans l'océan Antarctique. 

## Description et caractéristiques
Ce sont des oursins irréguliers dont la bouche et l'anus se sont déplacés de leurs pôles pour former un « avant » et un « arrière ». La bouche se situe donc dans le premier quart de la face orale, et l'anus se trouve à l'opposé, tourné vers l'arrière. La coquille (appelée « test ») s'est également allongée dans ce sens antéro-postérieur.
Les femelles de plusieurs espèces de ce genre ont la caractéristique d'incuber leur progéniture dans des poches spéciales ménagées dans les pétales antéro-latéraux, appelés « marsupia ».

## Liste des espèces
Selon World Register of Marine Species (9 décembre 2015) :
- Abatus agassizii Mortensen, 1910 -- Georgie du sud et îles Falkland
- Abatus beatriceae (Larrain, 1986)
- Abatus cavernosus (Philippi, 1845) -- Amérique australe et Antarctique
- Abatus cordatus (Verrill, 1876) -- îles Kerguelen
- Abatus curvidens Mortensen, 1836 -- Antarctique
- Abatus ingens Koehler, 1926
- Abatus koehleri (Thiéry, 1909)
- Abatus (Pseudabatus) nimrodi (Koehler, 1911)
- Abatus philippii Lovén, 1871 -- Antarctique atlantique
- Abatus shackletoni Koehler, 1911

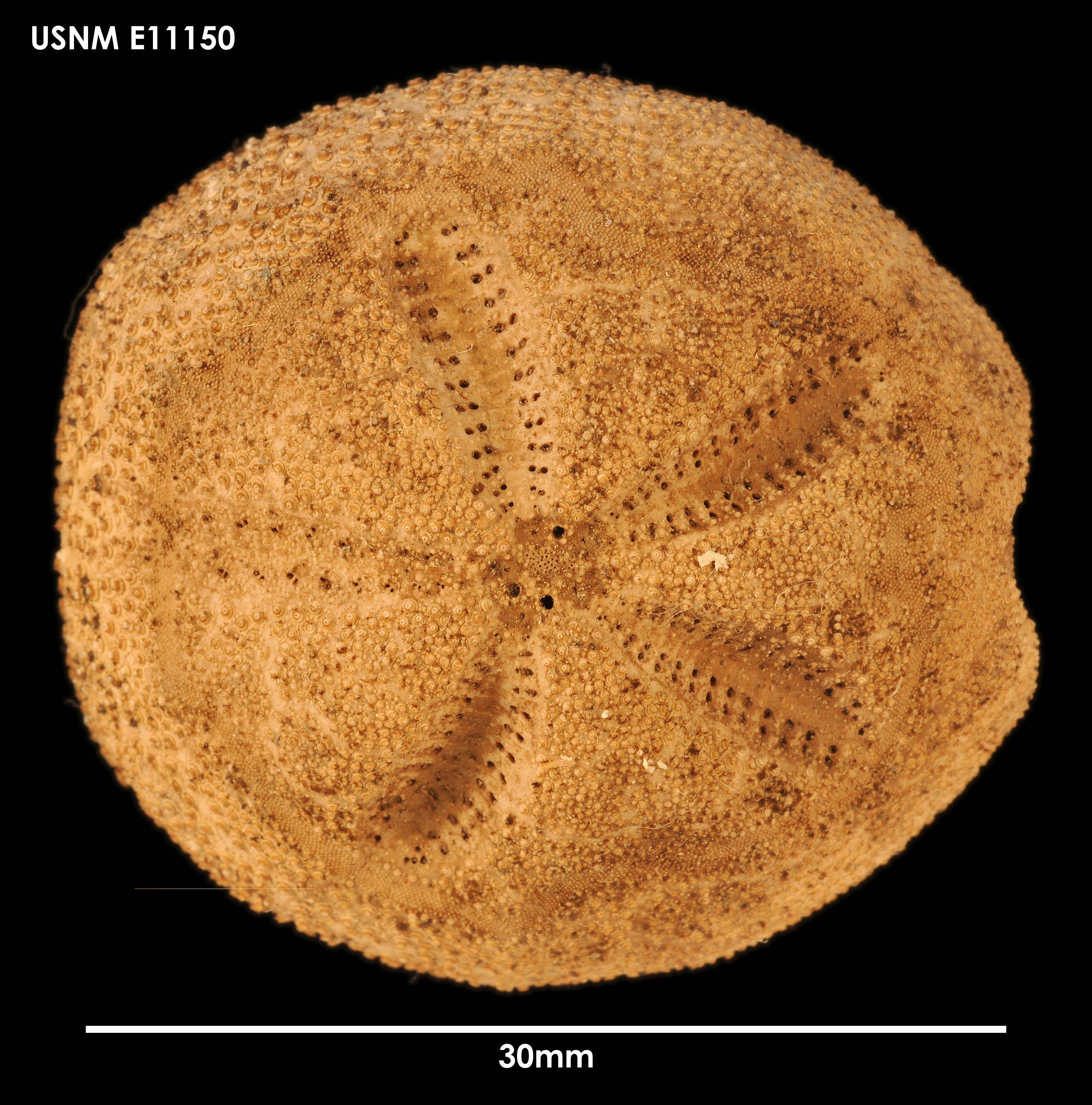
Abatus agassizi
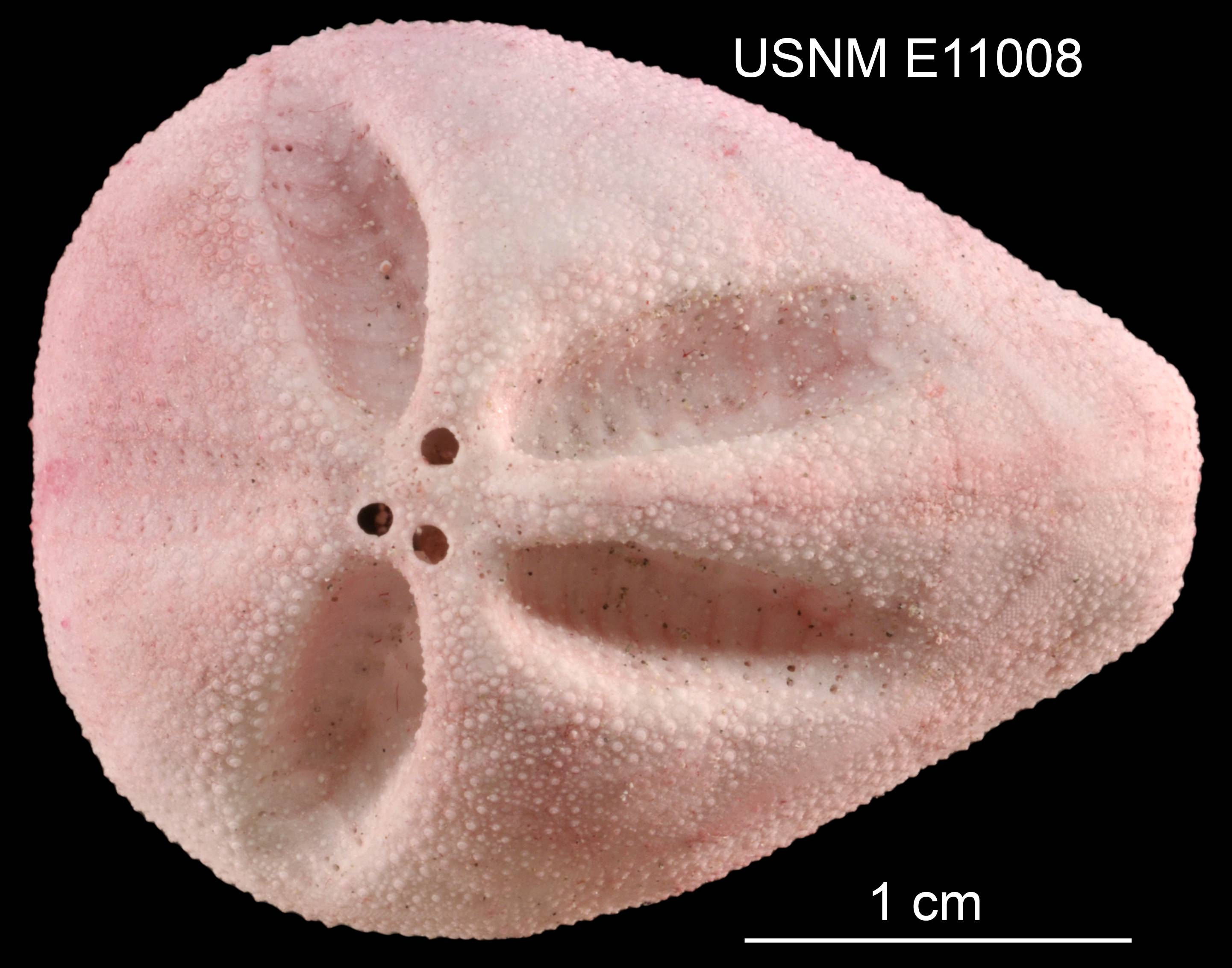
Tripylus beatriceae
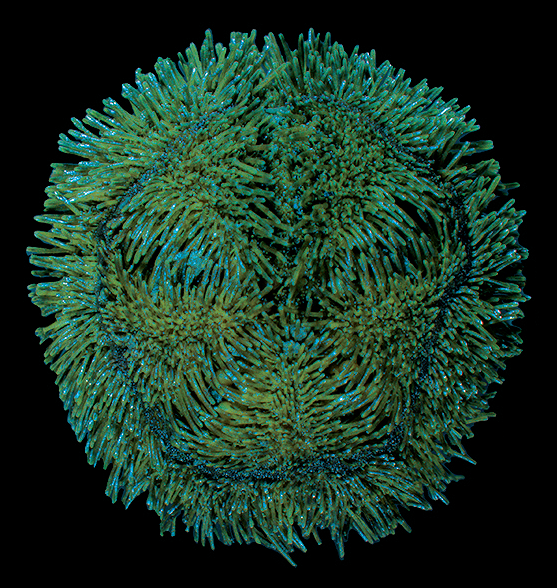
Abatus cavernosus
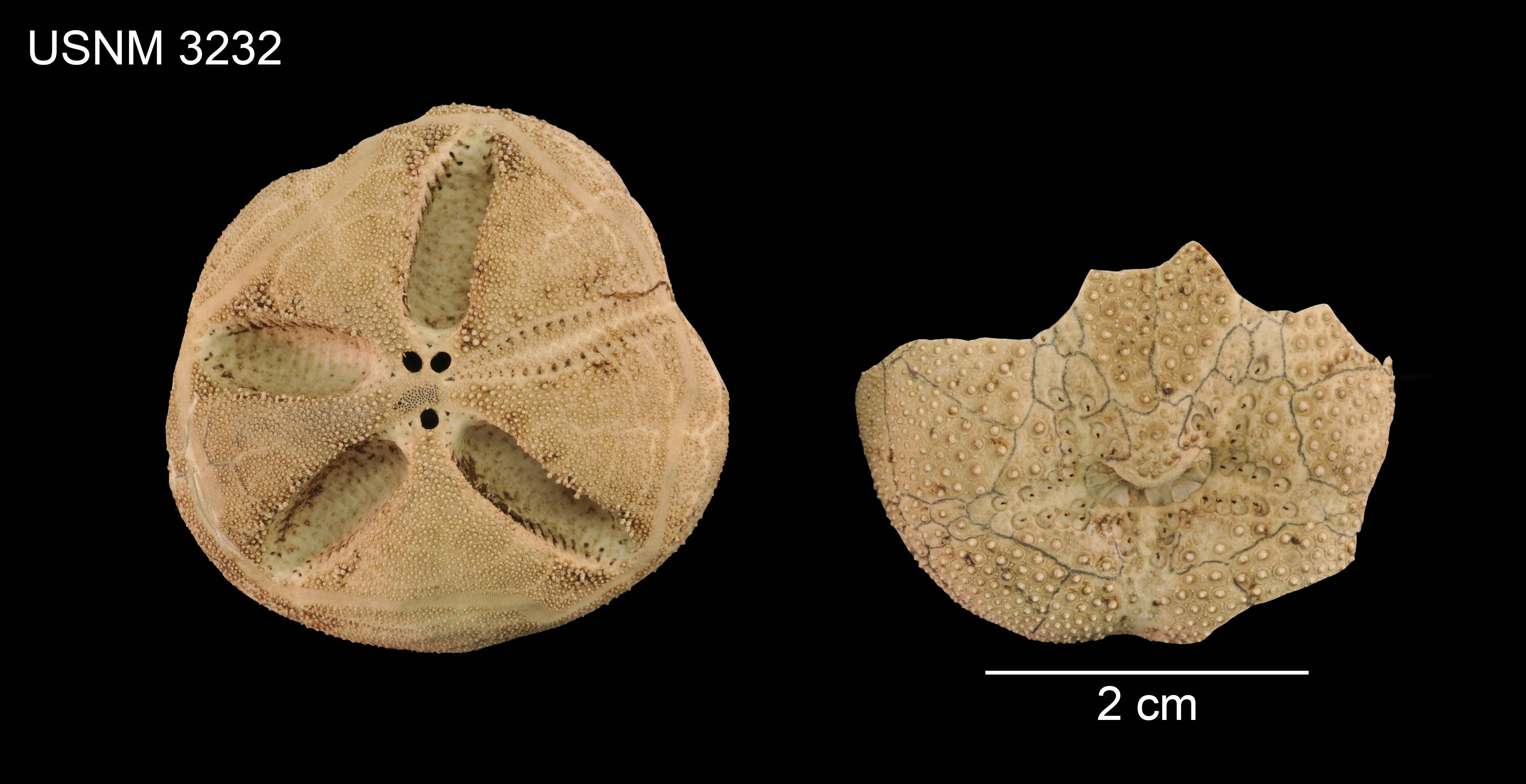
Hemiaster cordatus
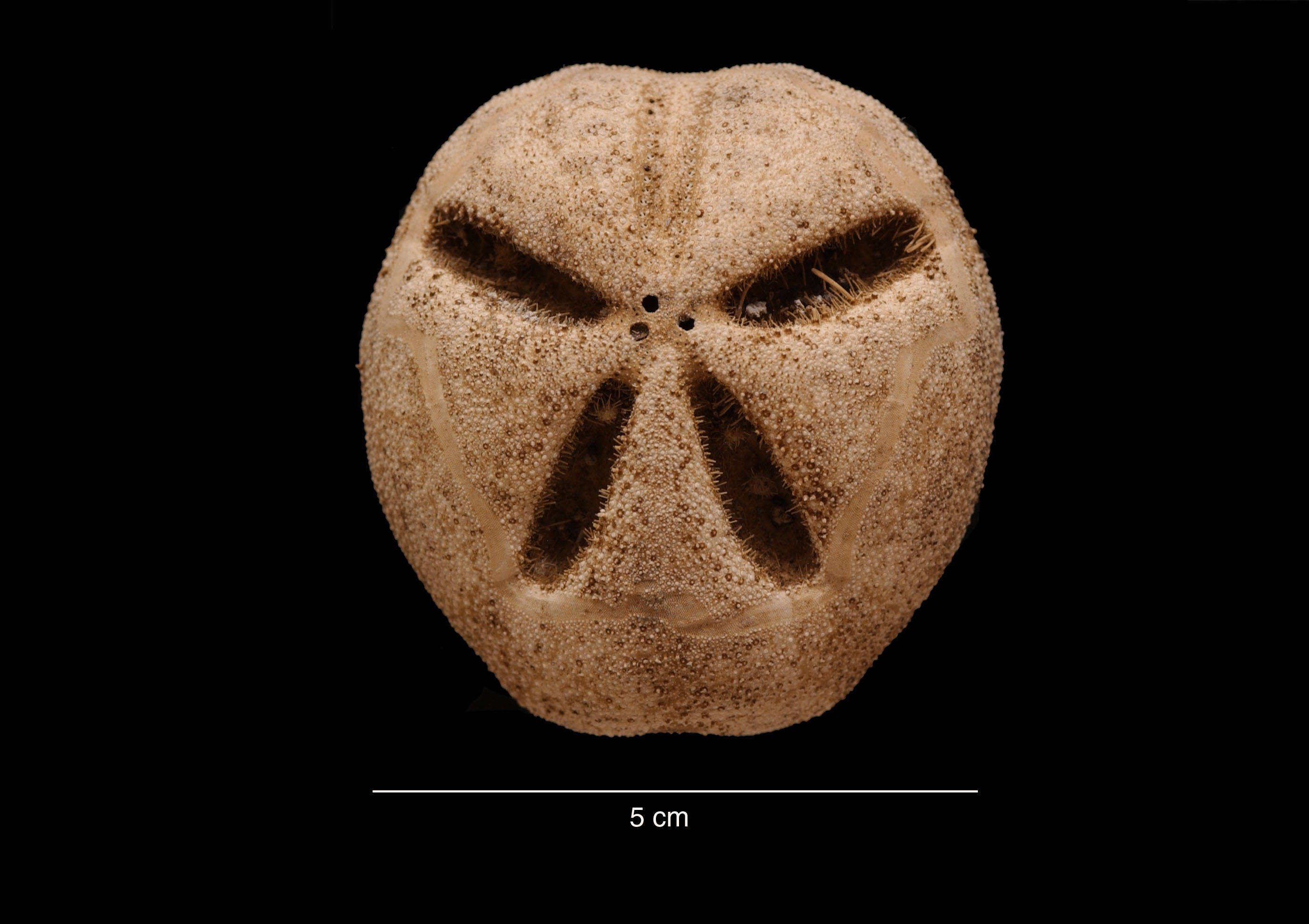
Abatus curvidens
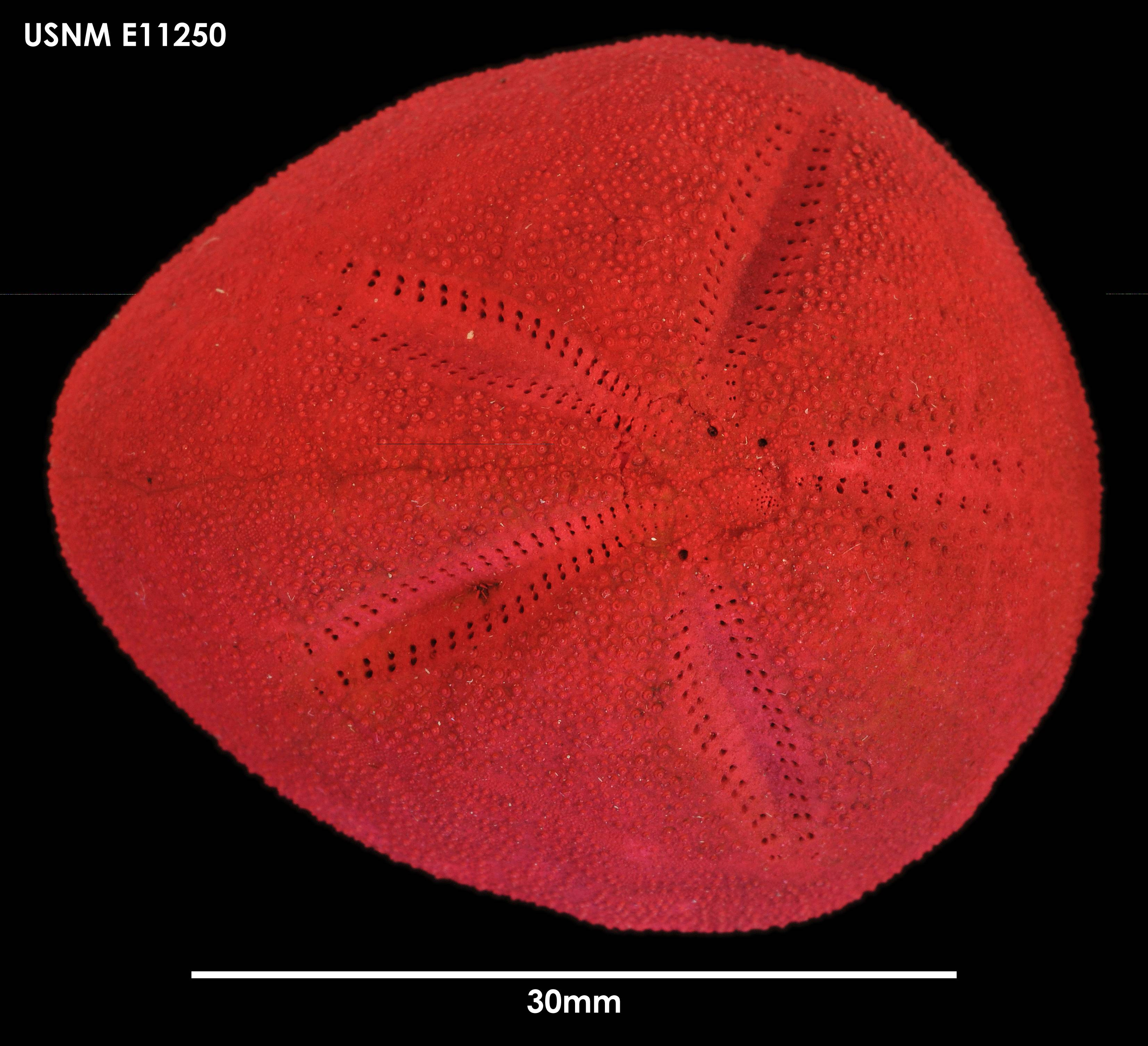
Abatus ingens
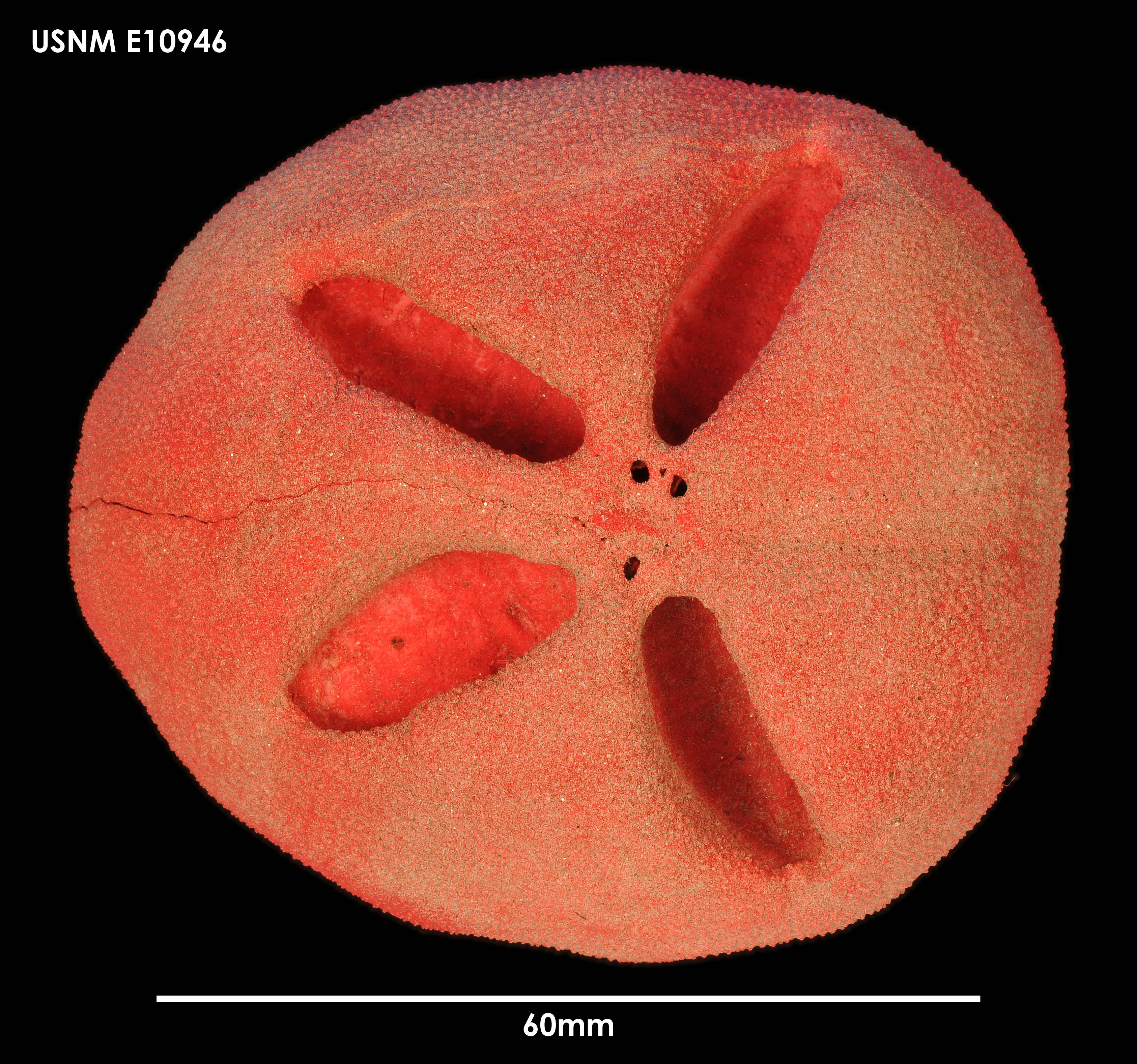
Abatus koehleri
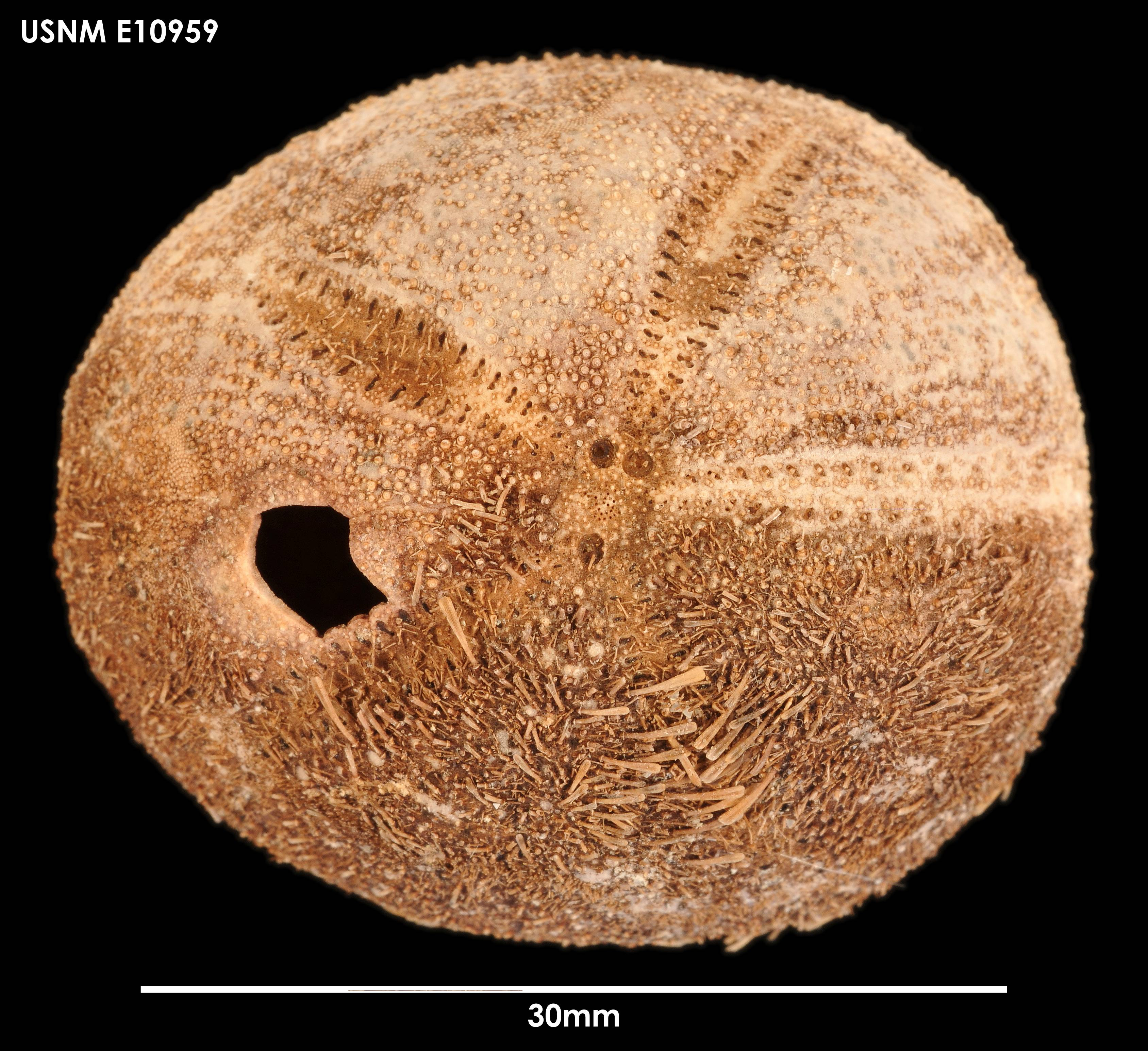
Abatus nimrodi
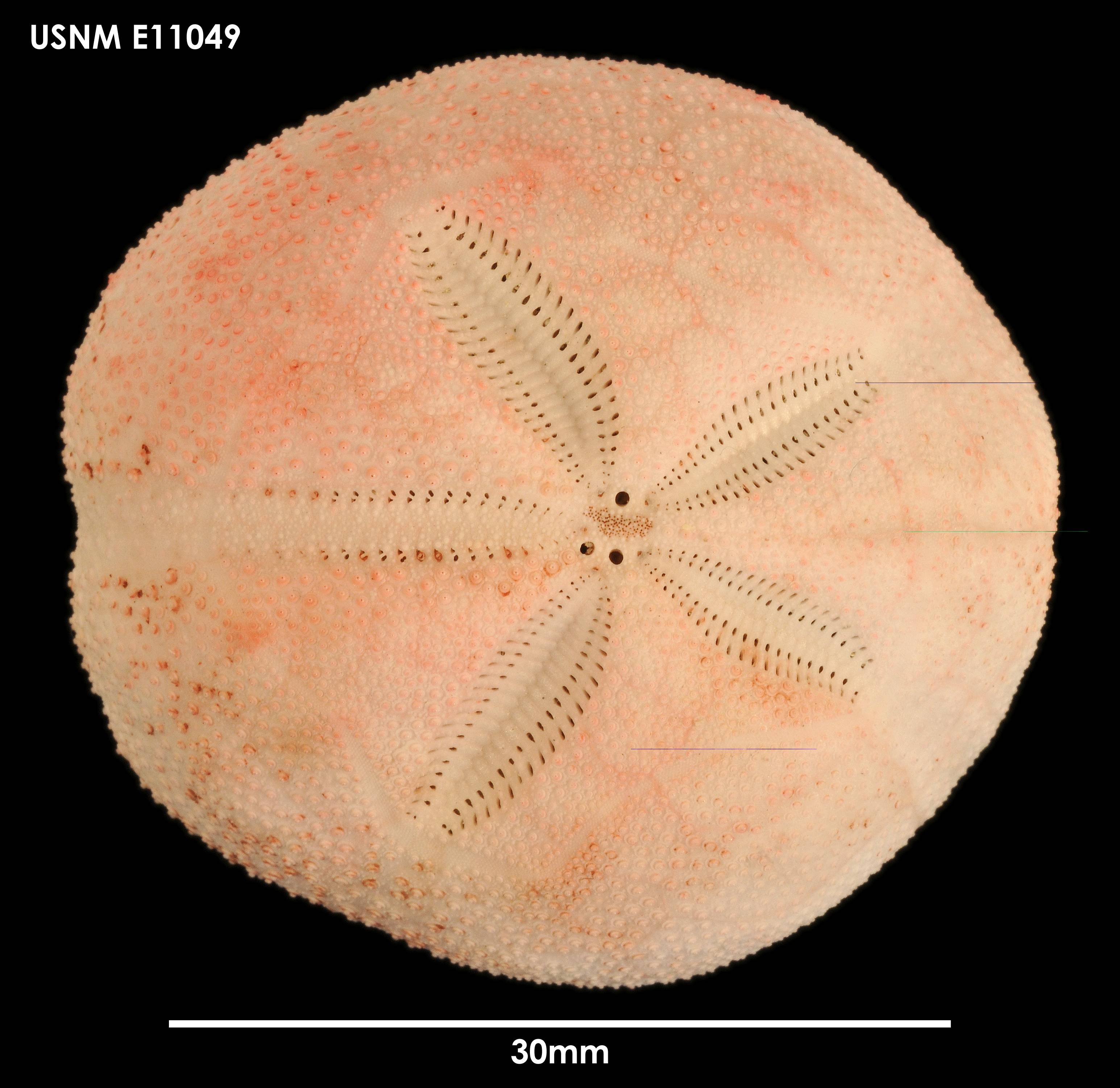
Abatus philippi
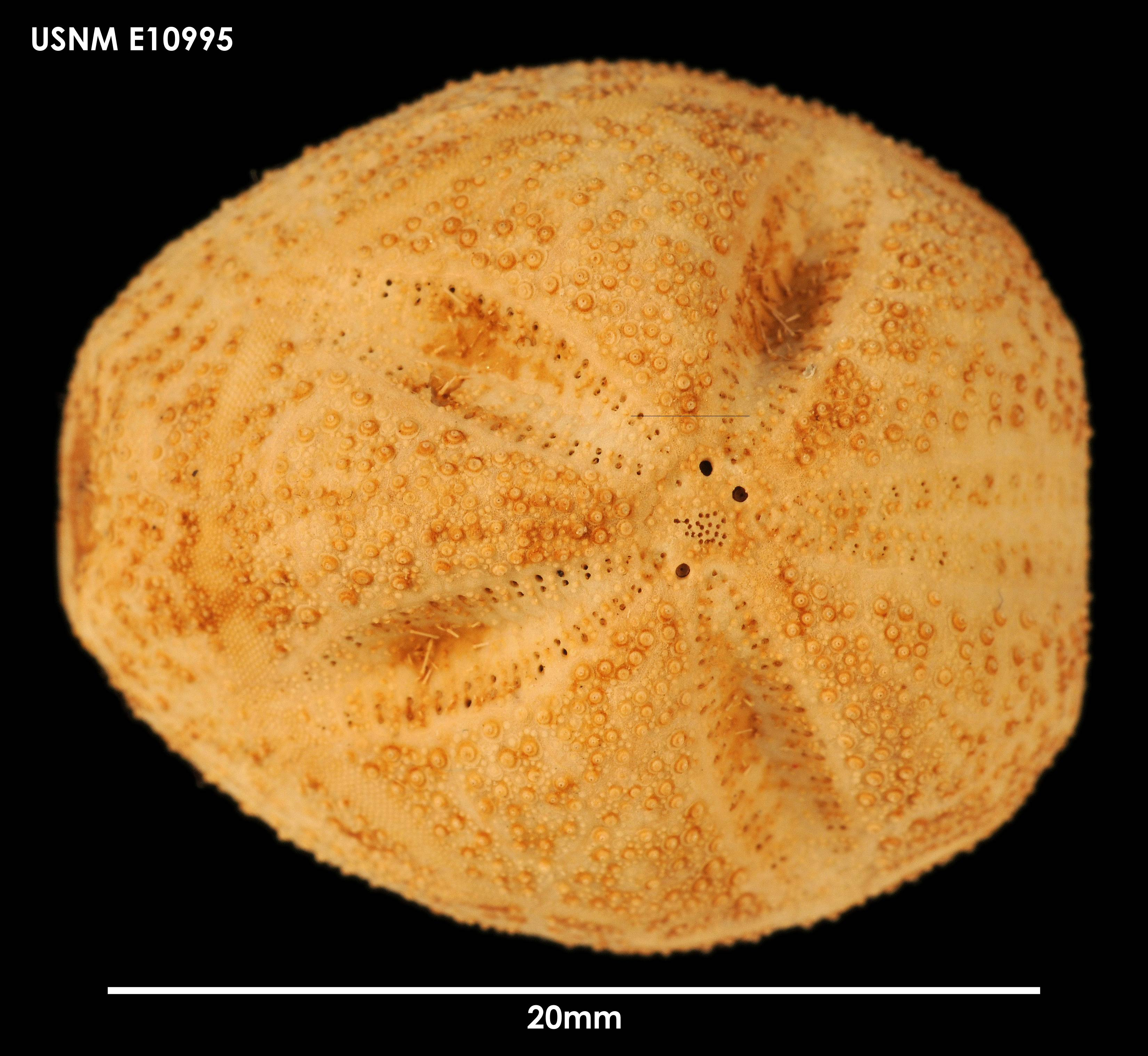
Abatus shackletoni